# Belgodère
Belgodère est une commune française située dans la circonscription départementale de la Haute-Corse et le territoire de la collectivité de Corse. Elle appartient à l'ancienne piève de Tuani, en Balagne.

## Géographie

### Localisation

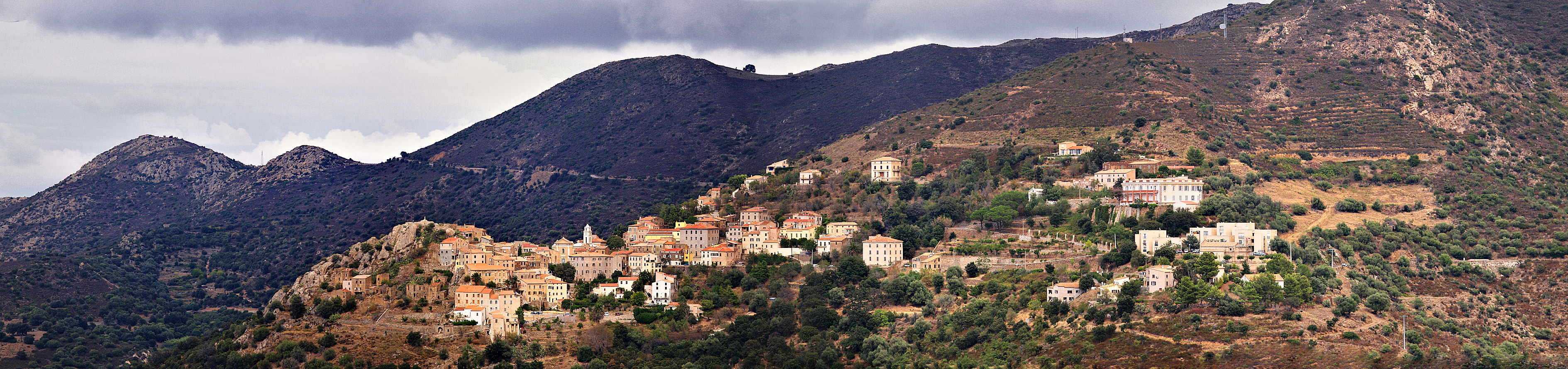
Panorama.

La commune de Belgodère se situe à l'extrémité orientale de la Balagne, dans l'ancienne pieve de Tuani, dans l'ancienne province génoise de Balagna. Le Sud-Est de son territoire est limitrophe du parc naturel régional de Corse.
Communes limitrophes

### Géologie et relief

#### Géologie
Belgodère se trouve dans la Corse occidentale ancienne, dite encore « Corse cristalline », constituée pour l'essentiel de roches granitiques, et séparée de la Corse orientale où dominent les schistes, par une dépression centrale, un sillon étroit constitué pour l'essentiel de terrains sédimentaires secondaires et tertiaires qui coupe l'île du Nord-Ouest au Sud-Est, depuis l'Ostriconi jusqu'au fleuve la Solenzara. La commune se situe à l'Ouest et en partie en limite de cette ligne où s'élèvent les plus hauts sommets de l'île.

Dans cette région cristalline, vers Belgodère, Occhiatana et Vallica, on trouve des gneiss et des micaschistes normaux à l'état de lambeaux. 

« Ils y forment une bande orientée Nord-Est sur une longueur de 25 à 30 kilomètres et une largeur de 4 à 5 km, en affectant une aire anticlinale. L'axe de cet anticlinal est vers la Tour de Losari, sur du granite. »

— D. Hollande in Géologie de la Corse, Bulletin de la Société des Sciences historiques et naturelles de la Corse - Éditeur Veuve Ollagnier Bastia, janvier 1917 - p. 13.
Des gabbros sont signalés entre Belgodère, Vallica et au-delà.
Son sol recèle par endroits du sulfure de plomb argentifère, sulfure de cuivre et du mispickel ou fer arsenical, à Lozari.

#### Relief
Son territoire est une langue de terre partant d'une haute ligne de crête, celle délimitant sur près de 400 m le parc naturel régional de Corse au sud, fuyant vers la mer au Nord en longeant le flanc occidental d'un petit chaînon montagneux s'épaulant sur la chaîne principale ceinturant la Balagne au Pinzu Sordu (1 206 m), sommet « à cheval » sur Pioggiola et Olmi-Cappella. Il est compris entre celui de Occhiatana de l'Ouest jusqu'au Sud, et ceux des grandes communes de Palasca à l'Est et d'Olmi-Cappella au Sud-Est. Avec cette dernière ses limites sont très courtes, marquées par le ruisseau de Cava juste au Sud des ruines de la chapelle San Antonio à 803 m d'altitude.
Façade maritime

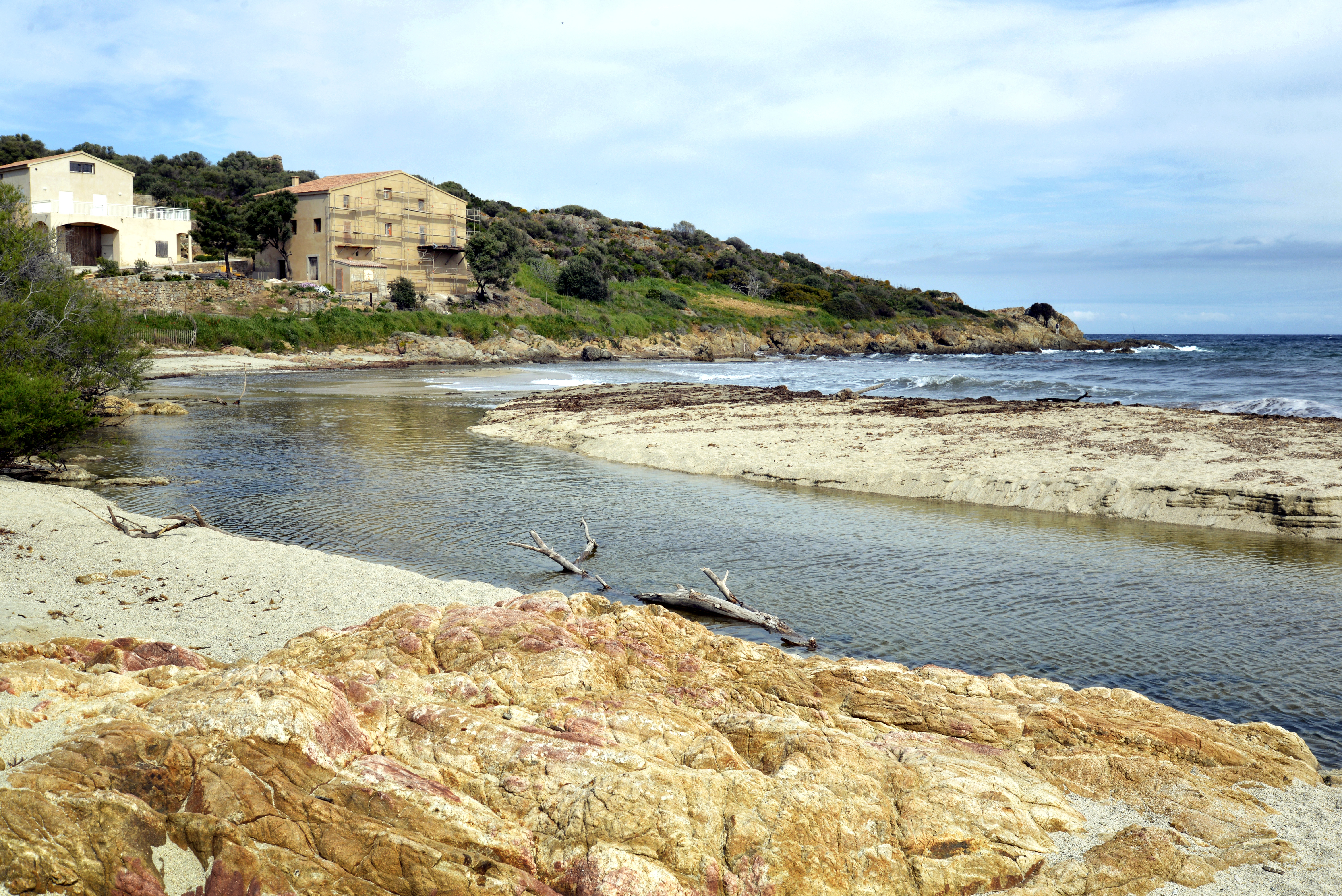
Embouchure du Regino.

Au Nord, comme ses deux voisines Occhiatana et Palasca, la commune possède une façade maritime. Belgodère partage la grande plage de sable de Lozari, la deuxième en dimensions après celle de Calvi avec Palasca, leurs limites divisant territorialement le V.V.F. Villages de Lozari.
Si la partie orientale de la plage est fréquentée par les résidents du V.V.F. Village, la partie occidentale est accessible à tous. Elle est dominée par une tour génoise ruinée. S'y trouve l'embouchure du Regino. Une passerelle a été construite pour enjamber le cours du fleuve. Des ganivelles ont été mises en place par le Conservatoire du littoral propriétaire des lieux, afin de protéger du piétinement les dunes bordant la plage de Lozari.

### Hydrographie
Le fiume di Regino (ou ruisseau de Pacciani) est le principal cours d'eau communal. Il prend sa source à Feliceto sous le San Parteo (1 680 m) et a son embouchure à l'Ouest de la plage de Losari, sous la tour de Losari.
Durant sa traversée du territoire communal, il reçoit les eaux de deux de ses affluents :
- Les ruisseaux de San Clemente (autres toponymes : ruisseau de Catarelle, torrent de Luccioli, ruisseau de Tenda, ruisseau de Colombaia)[2], lui-même alimenté sur la commune par les ruisseaux de Chievasa[3], de Pinzu Corbo[4] et de Vignola (ou ruisseau de Convento)[5] ;
- Le ruisseau d'Erbaiola[6].

### Voies de communication et transports

#### Accès routiers
Le village de Belgodère est traversé par la RT 301 (ex-RN 197), une route sinueuse dans cette partie montagneuse avec le col de San Colombano (692 m - Palasca), que tous les véhicules devaient emprunter pour relier la Balagne au centre de l'île et vice-versa. Depuis la création de la voie rapide dite La Balanina (route territoriale 30 ex-RN 197), le trafic routier a été détourné, Belgodère est devenu en retrait du gros de la circulation. Il reste néanmoins sur le circuit touristique des « villages balcons » de la Balagne, puisque la route D 71 dite encore « route corniche », prend naissance au cœur du village pour se terminer 32 km plus loin à Lumio après la traversée de dix autres villages.

#### Transports
La voie des Chemins de fer de la Corse - Ponte-Leccia - Calvi - traverse la commune qui est desservie par deux points d'arrêt, en contrebas et éloignés du village. La gare de Belgodère se situe curieusement sur la commune d'Occhiatana, alors que Belgodère possède une autre halte nommé  gare de PK 79 + 800. Les bâtiments de l'ancienne gare de Belgodère désaffectée sont encore intacts.
Le village de Belgodère est distant de 18 km du port de commerce de L'Île-Rousse. L'aéroport le plus proche est l'aéroport de Calvi-Sainte-Catherine, à 39 km.

## Urbanisme

### Typologie
Au 1er janvier 2024, Belgodère est catégorisée commune rurale à habitat dispersé, selon la nouvelle grille communale de densité à sept niveaux définie par l'Insee en 2022.
Elle est située hors unité urbaine. Par ailleurs la commune fait partie de l'aire d'attraction de L'Île-Rousse, dont elle est une commune de la couronne,. Cette aire, qui regroupe 12 communes, est catégorisée dans les aires de moins de 50 000 habitants,.
La commune, bordée par la mer Méditerranée, est également une commune littorale au sens de la loi du 3 janvier 1986, dite loi littoral. Des dispositions spécifiques d’urbanisme s’y appliquent dès lors afin de préserver les espaces naturels, les sites, les paysages et l’équilibre écologique du littoral, tel le principe d'inconstructibilité, en dehors des espaces urbanisés, sur la bande littorale des 100 mètres, ou plus si le plan local d’urbanisme le prévoit.

### Occupation des sols
L'occupation des sols de la commune, telle qu'elle ressort de la base de données européenne d’occupation biophysique des sols Corine Land Cover (CLC), est marquée par l'importance des forêts et milieux semi-naturels (54,3 % en 2018), une proportion sensiblement équivalente à celle de 1990 (52,8 %). La répartition détaillée en 2018 est la suivante : 
milieux à végétation arbustive et/ou herbacée (42,8 %), zones agricoles hétérogènes (32,3 %), espaces ouverts, sans ou avec peu de végétation (11,5 %), prairies (7,2 %), espaces verts artificialisés, non agricoles (3,8 %), zones urbanisées (2,4 %), eaux maritimes (0,2 %). L'évolution de l’occupation des sols de la commune et de ses infrastructures peut être observée sur les différentes représentations cartographiques du territoire : la carte de Cassini (XVIIIe siècle), la carte d'état-major (1820-1866) et les cartes ou photos aériennes de l'IGN pour la période actuelle (1950 à aujourd'hui).

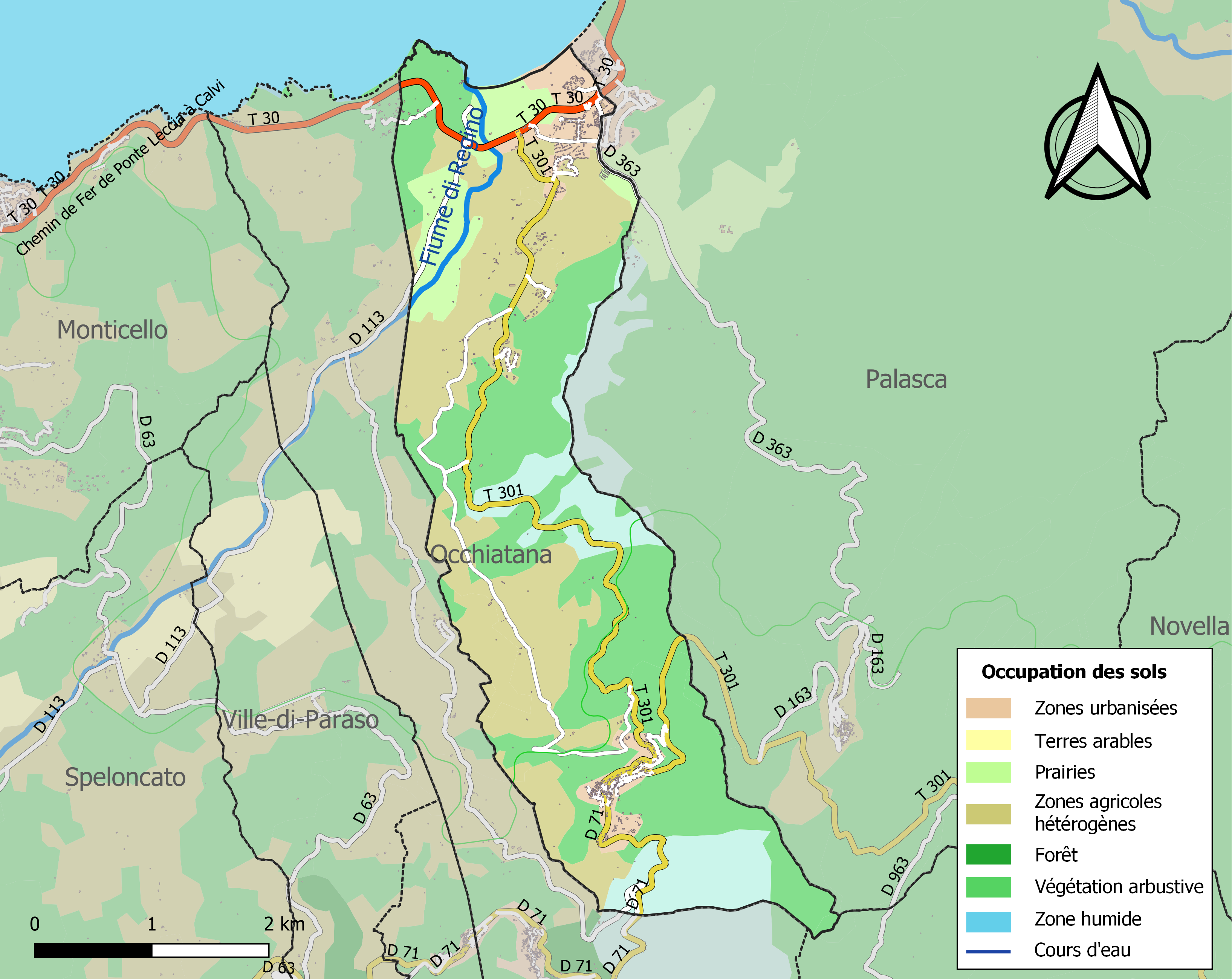
Carte des infrastructures et de l'occupation des sols de la commune en 2018 (CLC).

## Urbanisation

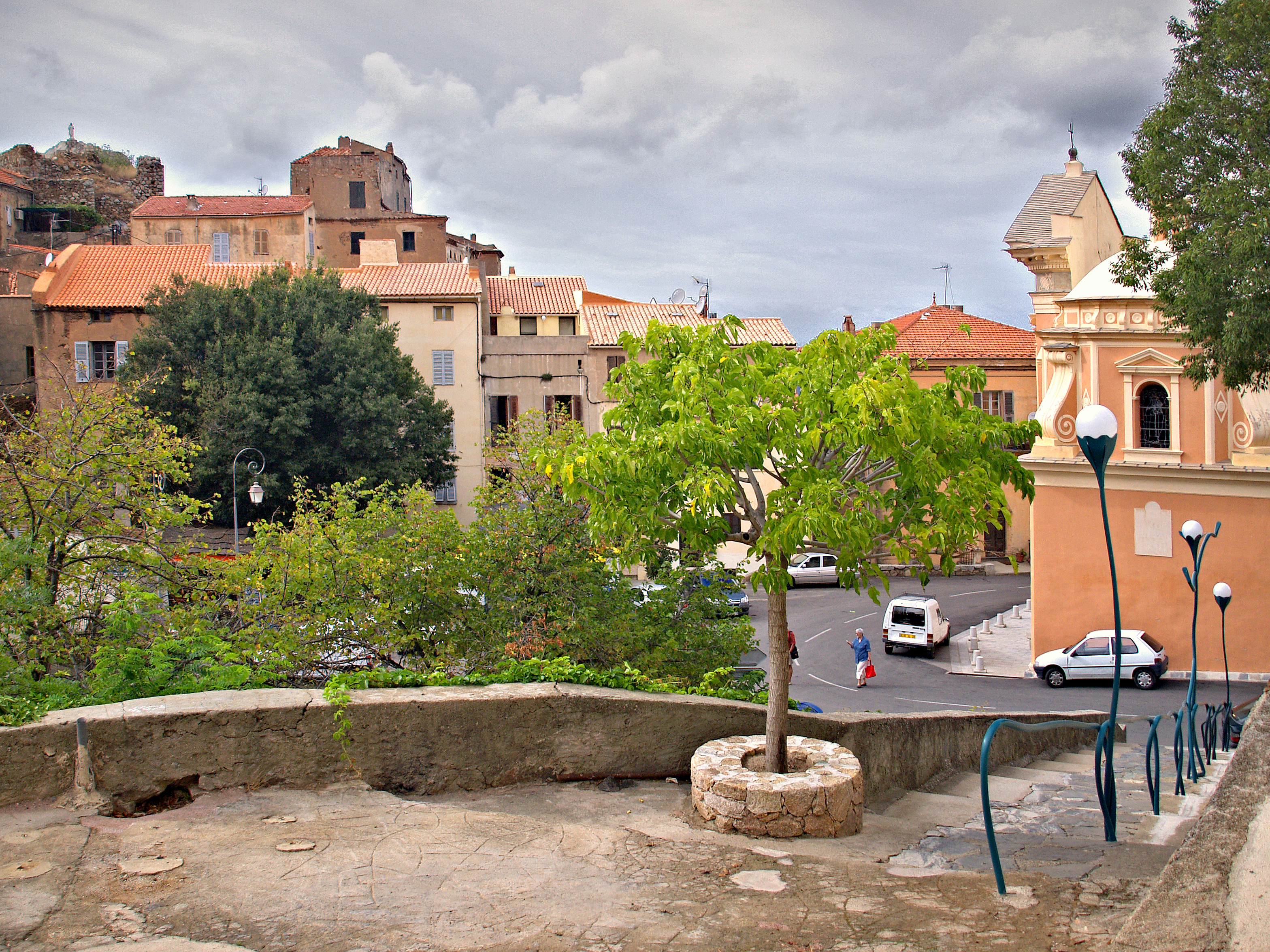
Centre du village.

### Belgodère village
Le village de Belgodère est un balcon sur la vallée du Regino, du nom du petit fleuve côtier fiume di Regino qui l'arrose et qui a son embouchure au pied de la tour de Losari. Sur son cours un barrage de retenue d'eau, le lac de Codole que se partagent les communes de Feliceto, Santa-Reparata-di-Balagna et Speloncato, a été dressé pour satisfaire en eau les besoins des agglomérations en période estivale.

### Losari
Losari ou Lozari (en corse L'Òsari) le hameau le plus important de Belgodère. Situé en arrière d'une remarquable plage de sable, la plage de Losari, il est en train de se développer rapidement, tout comme la partie orientale de la plage qui appartient à Palasca. De nombreuses constructions, destinées essentiellement à la location saisonnière, y ont vu le jour, venant s'ajouter au V.V.F. existant depuis plusieurs décennies et devenu récemment un club de vacances de la société Belambra Clubs.

## Toponymie
Le nom corse de la commune est Bargudè /barguˈɛ/. Ses habitants sont les Barguderacci.
Le nom de Belgodère (traduire par « beau plaisir ») aurait été donné par le marquis de Massa qui, en 1268, trouvant la position stratégique et la vue belle, y fit construite sa demeure fortifiée, le castrum de Belgodère.

## Histoire

### Néolithique
Des trouvailles heureuses de quelques outils (pointes de flèches et des haches polies) rencontrés à la surface du sol témoignent de l'occupation du site au Néolithique. Ainsi, M. Marchesi a signalé dans le Journal du Moniteur des inventions (3e année) la découverte d'une hache en péridotite (collection de Graziani) et d'une autre en schiste amphibolique (collection de la Sorbonne) toutes deux trouvées à Belgodère.
Des pointes de flèches en porphyre pétrosiliceux de la Corse ont également été trouvées à Belgodère.

### Moyen Âge
Des vestiges d'anciens monuments et de fortifications témoignent encore du passé médiéval de Belgodère.
Ce nom de Belgodère (traduit par beau plaisir) aurait été donné par le marquis de Massa. En 1268 ce puissant seigneur féodal trouvant la position stratégique et la vue belle, (il pouvait voir jusqu'à la mer d'où venaient les assaillants barbaresques), la fit fortifier et aménager pour s’y installer à demeure.

### Temps modernes
Au début du XVIe siècle, existait la pieve de Toani. Belgodère faisait partie des lieux habités de la pieve qui vers 1520, étaient : li Quercioli, Belgoder, Ochiatana, le Ville, la Costa, le Cavalleragie, Speluncato.
En 1630, le Prieur A. P. Malaspina, qui exerçait ses droits seigneuriaux avec trop de rigueur, fut massacré par la population.
Au début du XVIIIe siècle, selon le rapport de l'abbé Accinielli, la pieve de Tuani regroupait les communautés de Belgodère 595 hab., Occhiatana 334 hab., Costa 103 hab., Speloncato 594 hab. et Ville 402 hab..
1768 : après la cession de la Corse à la France, l'île passe sous administration militaire française. Tuani prendra le nom de pieve de Paraso. En 1790, le Paraso devient le canton de Belgodère.

### Époque contemporaine
- 1942 - Le 12 novembre, des troupes italiennes soit 80 000 hommes, débarquées la veille à Bastia, arrivent pour partie en Balagne et l'occupent. Sur la ligne de crête séparant les vallées de Palasca et du Regino, à un point hautement stratégique puisque dominant villages, vallées et surtout l'axe d'accès principal à la Balagne passant par le col de San Colombano, ils construisent des ouvrages défensifs : blockhaus, fortins, tourelle pour mitrailleuse et postes de tir, reliés par des souterrains avec salles de repli[Note 3]. Ils en partiront moins d'un an plus tard.

Après la libération de la Corse en octobre 1943, les Américains placeront au-dessus du village, à quelques centaines de mètres des fortifications, une plaque commémorant la défaite des troupes ennemies.
- 1954 - le canton de Belgodère était constitué avec les communes de Belgodère, Costa, Novella, Occhiatana, Palasca et Ville-di-Paraso. Belgodère comptait 530 habitants.
- 1971-1973 - le nouveau canton de Belgodère est créé avec la fusion imposée des anciens cantons de Muro, Belgodere et Olmi-Cappella.

## Politique et administration

### Liste des maires
| Période                                  | Période  | Identité                                        | Étiquette | Qualité                                        |
| ---------------------------------------- | -------- | ----------------------------------------------- | --------- | ---------------------------------------------- |
| 1800                                     | 1815     | Ghjuvanni Andria Malaspina                      | .         | .                                              |
| 1816                                     | 1821     | Anghjulu Francescu Leoni                        | .         | .                                              |
| 1821                                     | 1830     | Tumasgu Amici                                   | .         | Général d'Empire à la retraite                 |
| 1831                                     | 1848     | Antone Leonardu Buonfigliu Belgodere de Bagnaja | .         | .                                              |
| 1848                                     | 1906     | Jean André Malaspina                            | .         | .                                              |
| 1906                                     | 1907     | Thomas Malaspina                                | .         | .                                              |
| 1909                                     | 1910     | Antoine Colombani                               | .         | .                                              |
| 1911                                     | 1920     | Antoine Martin Leoni                            | .         | .                                              |
| 1920                                     | 1925     | Augustin Galetti                                | .         | .                                              |
| 1925                                     | 1946     | Joseph Colombani-Malaspina                      | .         | .                                              |
| 1947                                     |          | François Marie Colombani                        | .         | .                                              |
| 1948                                     | 1950     | Marius Aldobrandi                               | .         | .                                              |
| 1950                                     | 1959     | Jean Baptiste Simon                             | .         | .                                              |
| 1959                                     | 1965     | Louis Orsini                                    | .         | .                                              |
| 1965                                     | 1979     | Ambroise Colombani-Malaspina                    | .         | .                                              |
| 1979                                     | 1989     | Antoine Canioni                                 | PCF       | .                                              |
| 1989                                     | 2001     | Joseph Firroloni                                | DVD       | Conseiller général                             |
| mars 2001                                | En cours | Lionel Mortini                                  | REG       | Eleveur Président de la communauté de communes |
| Les données manquantes sont à compléter. |          |                                                 |           |                                                |

## Population et société

### Démographie
L'évolution du nombre d'habitants est connue à travers les recensements de la population effectués dans la commune depuis 1800. Pour les communes de moins de 10 000 habitants, une enquête de recensement portant sur toute la population est réalisée tous les cinq ans, les populations de référence des années intermédiaires étant quant à elles estimées par interpolation ou extrapolation. Pour la commune, le premier recensement exhaustif entrant dans le cadre du nouveau dispositif a été réalisé en 2008.

En 2022, la commune comptait 773 habitants, en évolution de +31,46 % par rapport à 2016 (Haute-Corse : +5,15 %, France hors Mayotte : +2,11 %).
| 1800 | 1806 | 1821 | 1831 | 1836 | 1841 | 1846 | 1851 | 1856  |
| ---- | ---- | ---- | ---- | ---- | ---- | ---- | ---- | ----- |
| 653  | 711  | 759  | 752  | 805  | 941  | 993  | 993  | 1 001 |

| 1861  | 1866 | 1872 | 1876 | 1881 | 1886 | 1891  | 1896 | 1901 |
| ----- | ---- | ---- | ---- | ---- | ---- | ----- | ---- | ---- |
| 1 004 | 993  | 938  | 928  | 954  | 966  | 1 052 | 999  | 941  |

| 1906 | 1911 | 1921 | 1926 | 1931 | 1936 | 1946 | 1954 | 1962 |
| ---- | ---- | ---- | ---- | ---- | ---- | ---- | ---- | ---- |
| 852  | 778  | 706  | 740  | 608  | 660  | 545  | 530  | 489  |

| 1968 | 1975 | 1982 | 1990 | 1999 | 2006 | 2008 | 2013 | 2018 |
| ---- | ---- | ---- | ---- | ---- | ---- | ---- | ---- | ---- |
| 443  | 367  | 453  | 331  | 371  | 457  | 477  | 552  | 658  |

| 2022 | - | - | - | - | - | - | - | - |
| ---- | - | - | - | - | - | - | - | - |
| 773  | - | - | - | - | - | - | - | - |

### Manifestations culturelles et festivités
- La fête patronale est le 3 Juillet, San Tumasgiu.
- Le 3e dimanche de septembre a lieu la fête communale.
- Contami (Festa Zitellina) - Depuis 2009, pendant les vacances de Pâques, a lieu à Belgodère le festival Contami, un festival axé sur la tradition orale  et le lien entre les anciens et les enfants (spectacles, ateliers, veillées et échanges pluri-culturels).

### Sports

#### Randonnées
- Le sentier de randonnée Belgodère - Olmi-Cappella. Long d'une dizaine de kilomètres, il fait découvrir le site historique de l'Escita (Olmi-Cappella), les ruines de l'église Sant'Antonio à Belgodère et un four datant du XVe siècle, en franchissant Bocca a a Leccia (1 093 mètres). Il faut compter près de 3 heures pour « descendre » d'Olmi-Cappella à Belgodère et rajouter près d'une heure dans le sens inverse. Son balisage est en bleu.

## Économie

### Tourisme
- La plage de Losari occupée dans sa partie orientale par les estivants du V.V.F. de Losari.
- Le club de vacances Belambra ex-V.V.F. de Losari.
- Le camping de Belgodère

## Culture locale et patrimoine

### Lieux et monuments

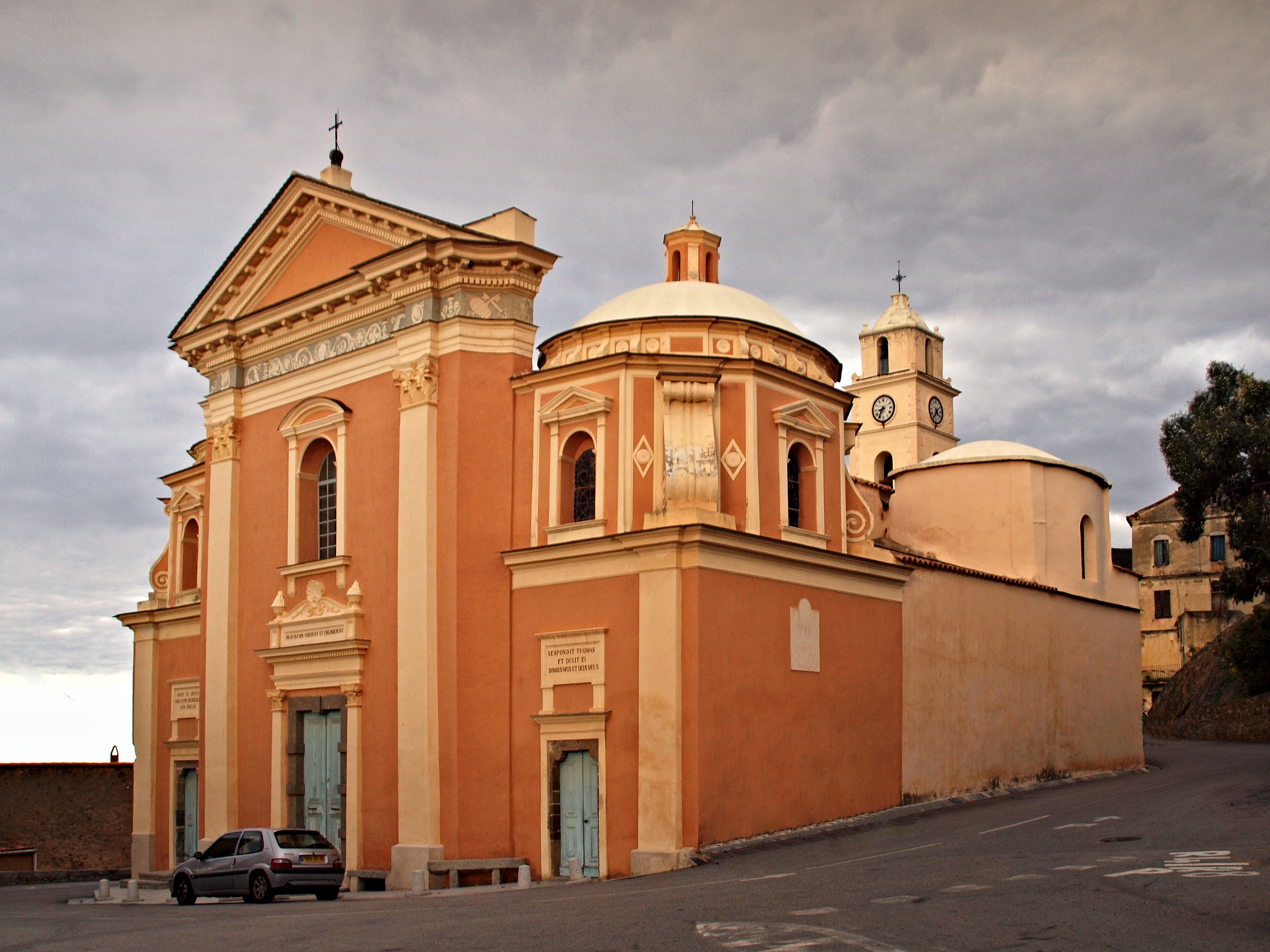
Église Saint-Thomas.

#### Jardin public du château Malaspina
Le château Malaspina se situe à flanc de la colline dite A Costa, construit en 1892 par la famille Malaspina.
Le jardin public du château Malaspina au lieu-dit Ajola, date de la fin XIXe siècle. Il comprend verger, terrasse en terre-plein, chapelle en marbre blanc de Carrare, conciergerie et édifice agricole. Il a fait l'objet en 1996 d'une enquête préalable et a été repris au pré-inventaire des jardins remarquables (ministère de la Culture, direction de l'architecture et du patrimoine, et Ministère de l'écologie et du développement durable).

#### Vestiges de la tourE Teghje
Les vestiges de la tour de guet médiévale E Teghje du XVIe siècle dominent le village.
Une statue du Sacré Cœur de Jésus y est dressée depuis l'été 1991.

#### Tour de Losari
Cette tour génoise ruinée, construite dans le dernier quart du XVIe siècle par Angelo Aijcardo est édifiée sur un promontoire à 26 m au-dessus de la mer, elle  est alignée sur le littoral avec les tours de Pianosa (Occhiatana) et de Saleccia (Monticello) toutes deux également ruinées, et servait au guet contre les invasions barbaresques. Elle domine la grande plage de sable de Losari.
En partie restaurée au cours de l'hiver 2015-2016.

#### ÉgliseSan Tumasgiu
- L'église paroissiale Saint Thomas (San Tumasgiu) des années 1560 et 1792, a été édifiée à l'emplacement d'une première église fondée en 1269 par Andrea Malaspina. Les peintures sont de Giuseppe Marchesi (1823-1893). Elle a été restaurée dans la seconde moitié du XIXe siècle, et son clocher déplacé en 1913. Architecture baroque à coupoles. Elle a été inscrite par arrêté du 15 janvier 1987 Monument historique[24].

L'église Saint-Thomas renferme un lot important d'œuvres classées, toutes propriété de la commune. Ce sont :
- 4 tableaux (peinture sur toile) "Le repos de la Sainte Famille" XVIIe siècle - date de protection 1989/10/23 ; "La Vierge, saint Paul et saint Pierre" XVIIIe siècle - date de protection 1969/09/09 ; "Le songe de saint Joseph" don du cardinal Fesch XVIIe siècle - date de protection 1969/09/09 ; "La donation du Rosaire", XVIIIe siècle - date de protection 1990/06/26 ; "Le Couronnement de la Vierge avec saint Jean-Baptiste" XVIIIe siècle - date de protection 1990/06/26 ;
- 2 tableaux (panneaux bois peints) "Vierge à l'Enfant entre deux apôtres avec les membres de confréries en donateurs", "La Cène" fin XVIe siècle - date de protection 1958/03/27 ;
- Une statue (sculpture bois) "Christ en Croix" XVIIIe siècle - date de protection 1988/12/30 ;
- Une statue en marbre "Saint Antoine" XVIIe siècle - date de protection 1960/04/29 ;
- Un groupe (marbre sculpté) "Vierge de l'Assomption entourée d'angelots" XVIIe siècle - date de protection 1960/04/29 ;
- Le retable du maître-autel (bois sculpté peint) avec les statues "La Vierge en gloire", "L'Assomption", "La Vierge des sept douleurs", "Anges danseurs", "Anges musiciens", 2 tableaux (panneaux peints) : "Un Anachorète défaillant soutenu par un ange", "Un Moine aux mains croisées repliées sur la poitrine".

#### Chapelle de confrérieSan Ghjuvan
La chapelle San Giovanni (Saint-Jean) de l'ancienne Confrérie du Saint-Sacrement date du XVIIIe siècle. Elle recèle les œuvres classées ci-dessous, toutes propriété de la commune :
- un retable (bois sculpté) dont la provenance pourrait être l'ancien couvent des servites de Belgodère, daté fin XVIIe siècle - date de protection 1978/02/20 ;
- 2 tableaux (peinture sur toile) La Vierge remettant son habit à un religieux servite et La Trinité avec saint Michel et saint Pierre, tous deux du XVIIe siècle - date de protection 1969/09/09.

#### Chapelle Notre-Dame de Lozari

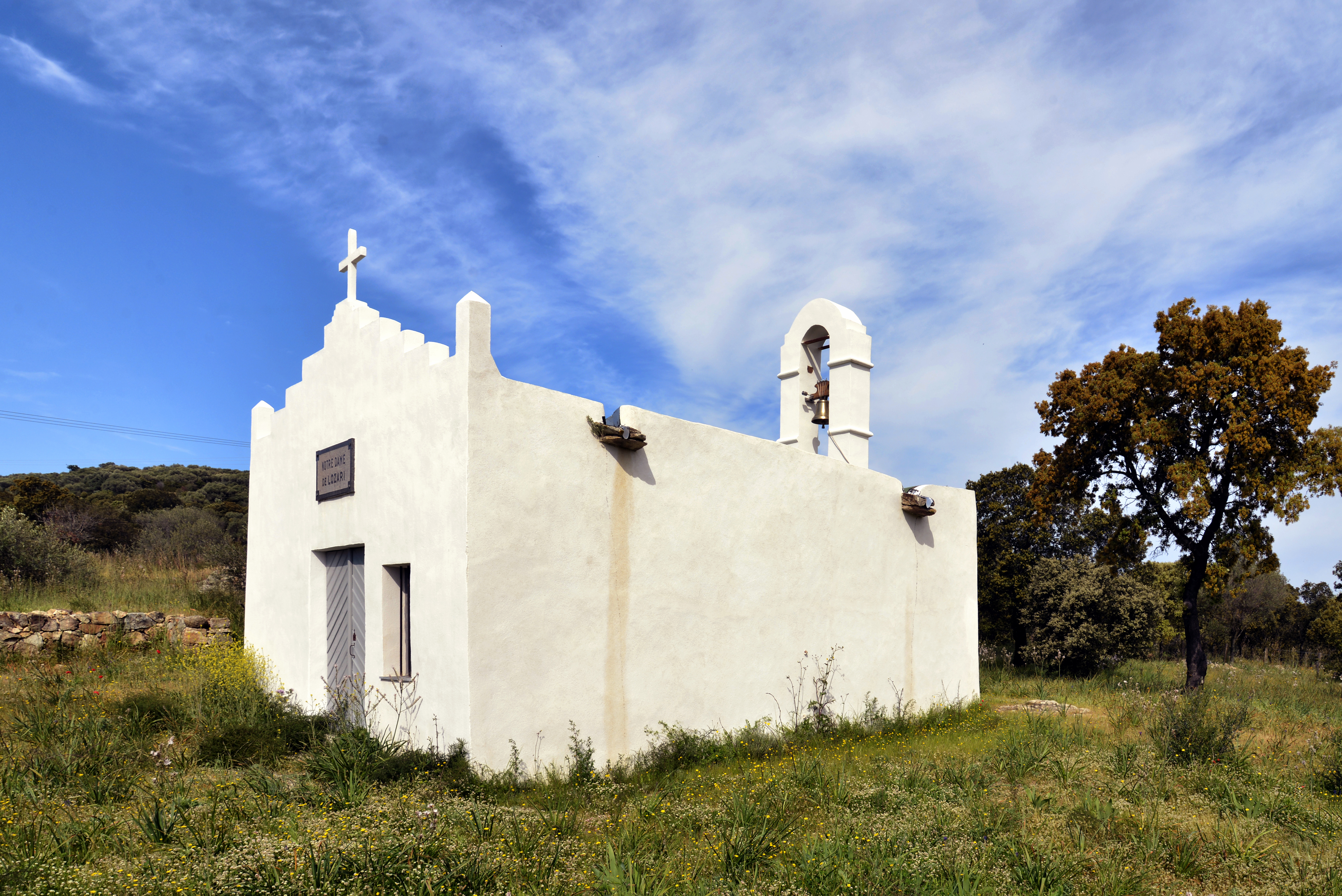
Notre-Dame de Lozari.

La chapelle Notre-Dame-de-Lozari se situe proche de la jonction de la route nationale 197 avec celle menant à la plage de Lozari, au nord-est de laquelle se trouve la tour génoise ruinée. Laissée très longtemps à l'abandon, la petite chapelle a été restaurée en 2013. Le 17 février 2015, un article de Corse-Matin indique qu’elle vient de récupérer sa cloche.

#### Autres patrimoines religieux
- La chapelle San Roccu (Saint-Roch)
- La chapelle en marbre du château de La Costa, XIXe siècle
- Les ruines de l'ancien couvent des Servites et de l'église de la Madone des Grâces XVIe siècle
- L'oratoire de la Madunuccia XIVe siècle
- Les ruines de la chapelle romane Saint-Antoine

#### Personnages célèbres

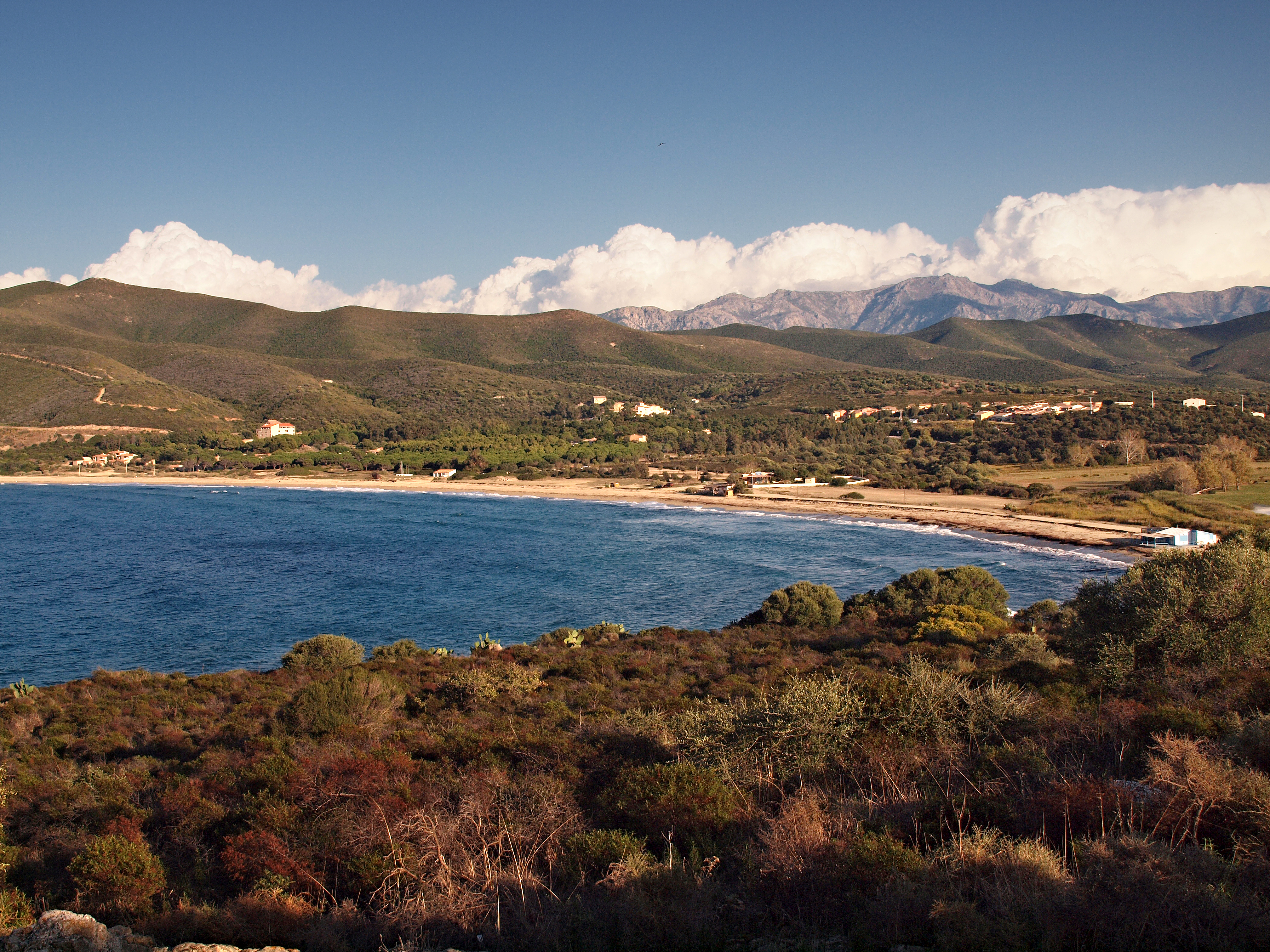
Plage de Losari.
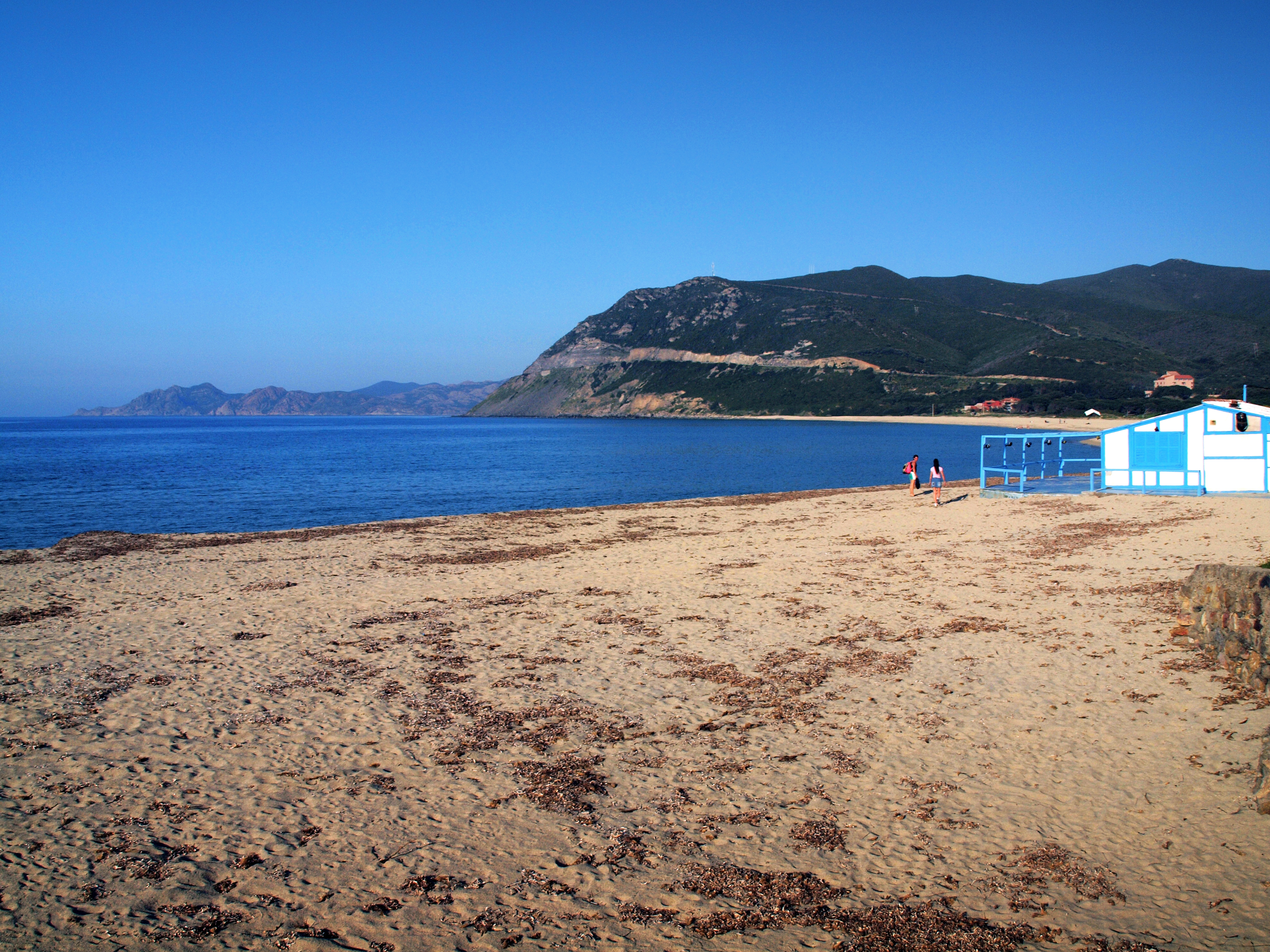
Plage de Losari.
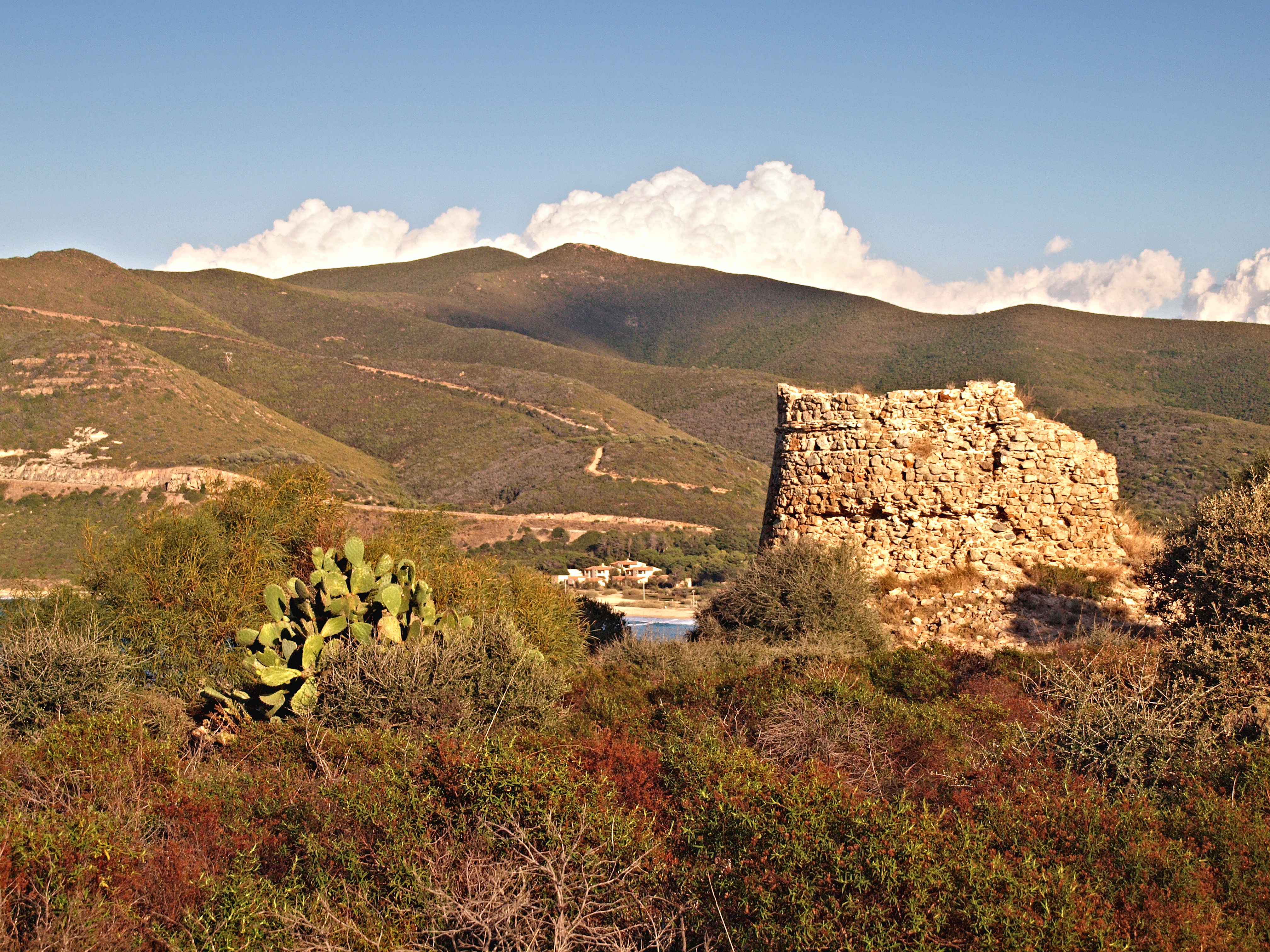
Tour de Losari.
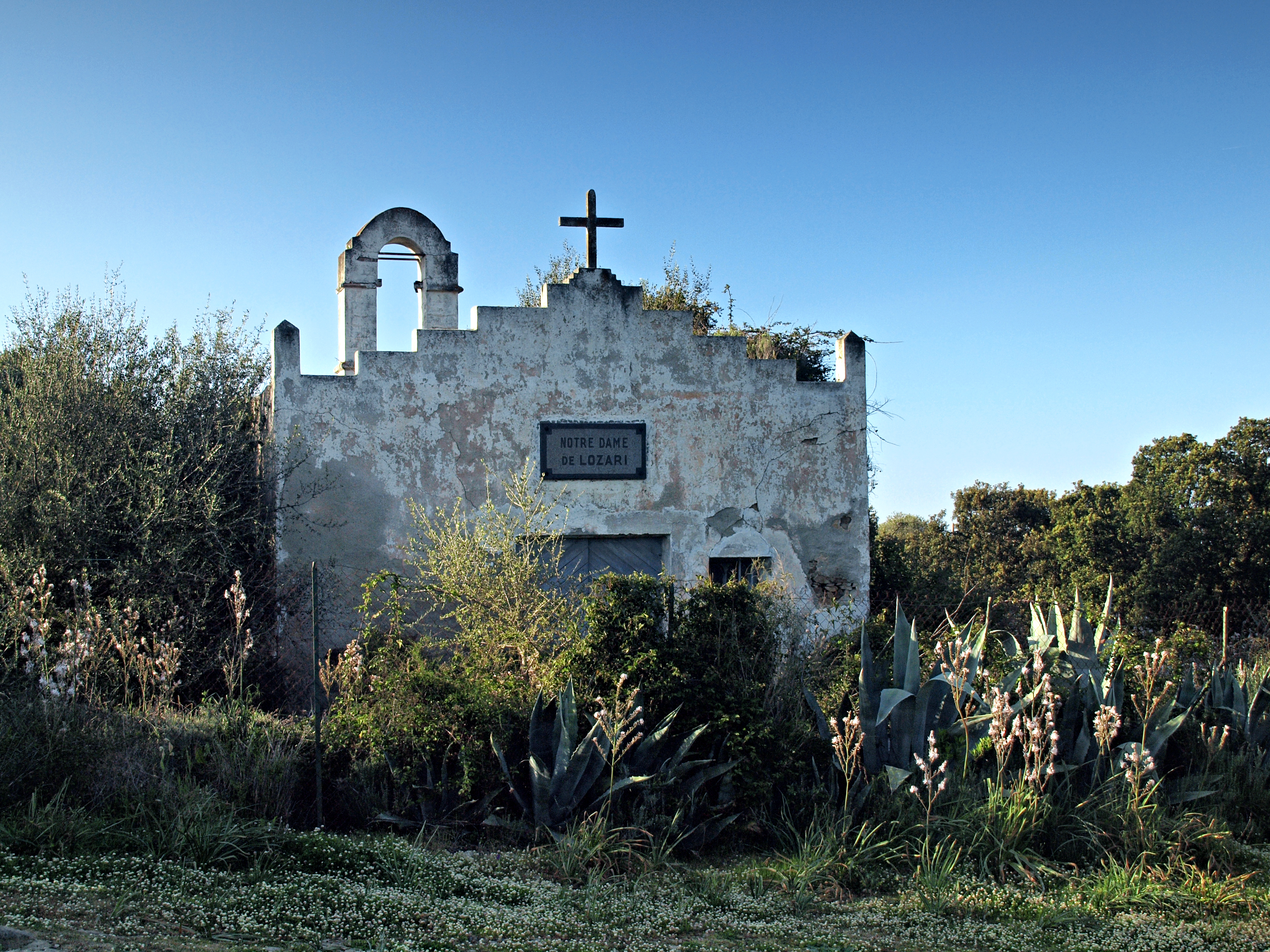
Notre-Dame de Losari.
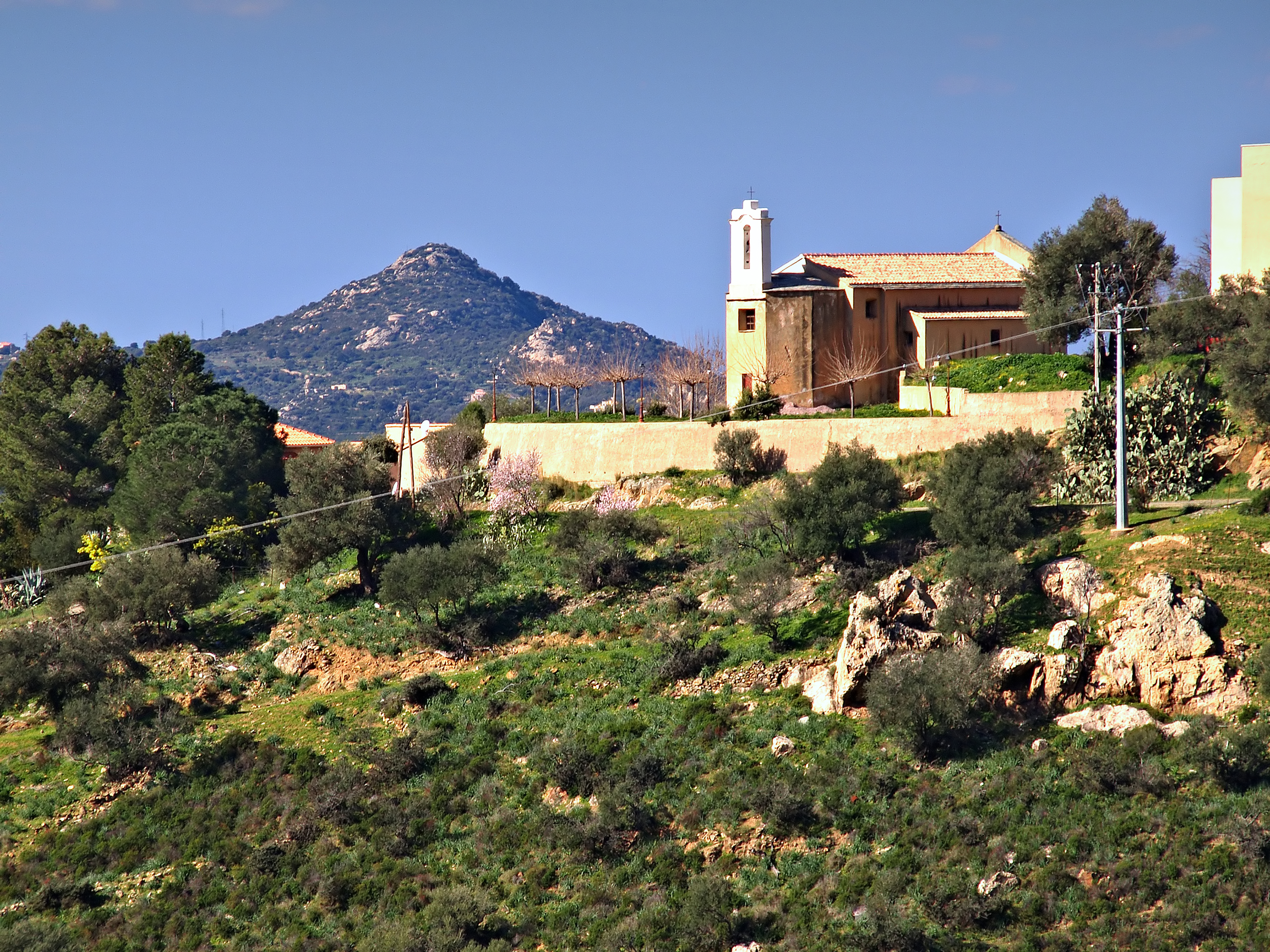
Chapelle San Giovanni.
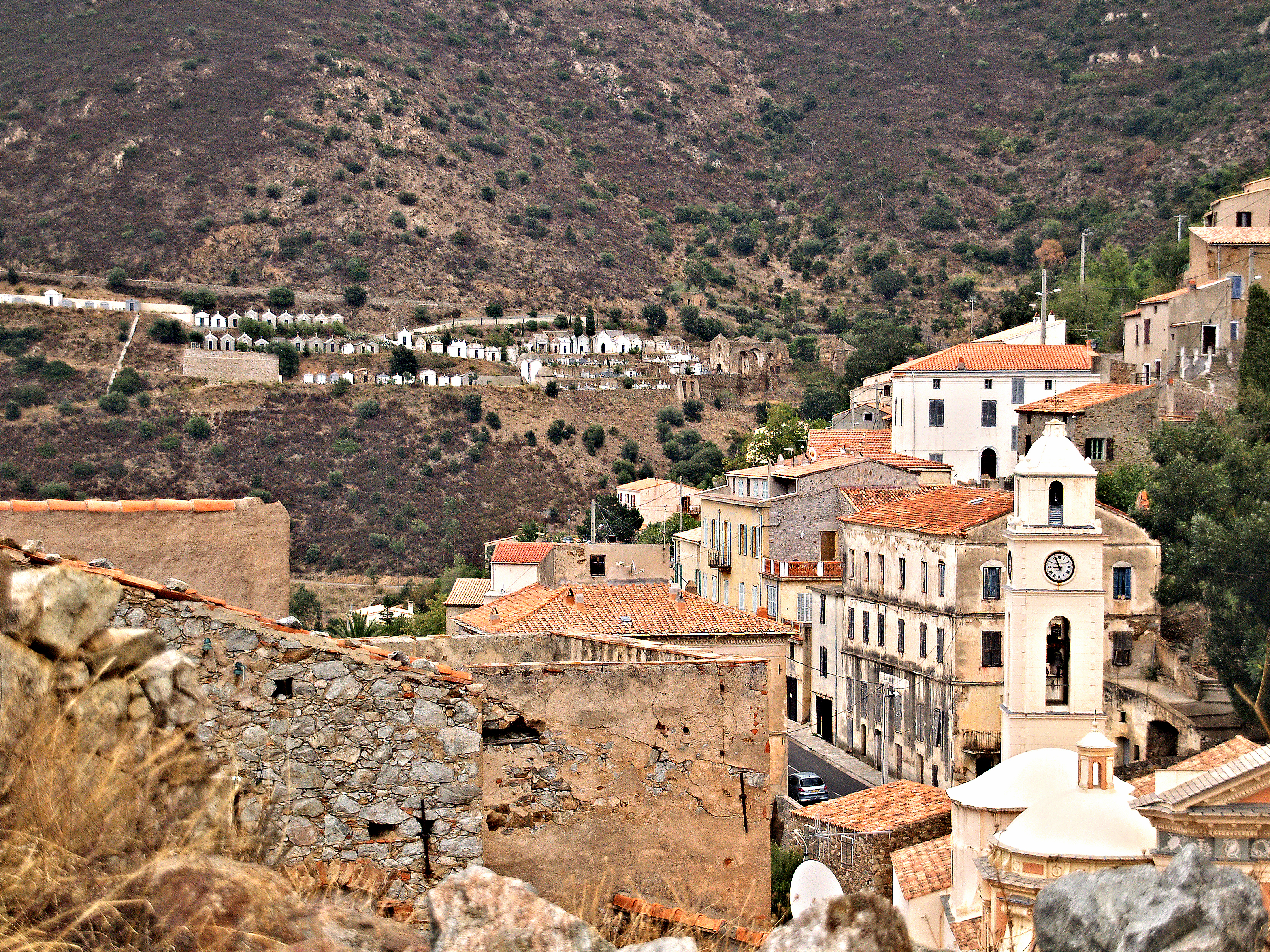
Ruines du couvent des Servites.